# Laeospira superba
Laeospira superba är en ringmaskart som först beskrevs av Pillai 1960.  Laeospira superba ingår i släktet Laeospira och familjen Serpulidae. Inga underarter finns listade i Catalogue of Life.